# Георге Анджелеску
Георге Анджелеску (на румънски: Gheorghe Angelescu) е румънски политик и дивизионен генерал. Военен министър на Румъния в периода 25 март – 31 юли 1882 г.

## Биография
Георге Анджелеску е роден на 6 януари 1839 г. в Букурещ. Постъпва на военна служба през 1854 г. Командир на 2-ри пехотен полк (1868). Военно звание полковник от 1870 г. Повишен във военно звание бригаден генерал (1877).
Като командир на 3-та пехотна дивизия участва в Руско-турската война (1877 – 1878). Отличава се в атаката на османските редути при село Гривица.
След войната е командир на 4-та пехотна дивизия (1878). Военен министър на Румъния, 25 март – 31 юли 1882 г. Повишен във военно звание дивизионен генерал. Командир на армейски корпус (1883). Член на военния съвет на Румънската армия от 1891 г. Излиза в оставка през 1894 г.